# Ptychadena guibei
Ptychadena guibei é uma espécie de anfíbio da família Ranidae.
Pode ser encontrada nos seguintes países: Angola, Botswana, República Democrática do Congo, Malawi, Moçambique, Namíbia, Zâmbia, Zimbabwe e possivelmente em Tanzânia.
Os seus habitats naturais são: savanas húmidas, matagal húmido tropical ou subtropical, campos de gramíneas de baixa altitude subtropicais ou tropicais sazonalmente húmidos ou inundados, pântanos e marismas intermitentes de água doce.